# Trichomonas vaginalis
Trichomonas vaginalis là một loài trùng roi ký sinh trùng đơn bào yếm khí, và là tác nhân gây bệnh trichomonas. Đây là bệnh nhiễm trùng nguyên sinh gây bệnh phổ biến nhất ở người ở các nước công nghiệp hoá. Tỷ lệ nhiễm bệnh giữa nam và nữ tương tự với phụ nữ có triệu chứng, trong khi nhiễm trùng ở nam giới thường không có triệu chứng. Sự lây truyền thường xảy ra qua tiếp xúc trực tiếp, da với da với một người bị nhiễm bệnh, thông thường nhất qua quan hệ tình dục qua đường âm đạo. Tổ chức Y tế Thế giới đã ước tính rằng hàng năm trên toàn thế giới có khoảng 160 triệu ca nhiễm bệnh. Ước tính cho Bắc Mỹ một mình là từ 5 đến 8 triệu ca nhiễm mới mỗi năm, với tỉ lệ bệnh không triệu chứng ước tính cao tới 50%. Thường điều trị bao gồm metronidazole và tinidazole.